# Véronique Salvi
 (septembre 2017).
Si vous disposez d'ouvrages ou d'articles de référence ou si vous connaissez des sites web de qualité traitant du thème abordé ici, merci de compléter l'article en donnant les références utiles à sa vérifiabilité et en les liant à la section « Notes et références ».
Pour les articles homonymes, voir Salvi.
Véronique Salvi, née le 19 avril 1973 à Monceau-sur-Sambre est une femme politique wallonne, membre du Centre Démocrate Humaniste. Elle est petite-fille d'Italiens venus travailler dans les mines wallonnes. Son grand-père fut cofondateur de l'Association chrétienne des travailleurs italiens à Charleroi.

## Son parcours
En 1992, âgée de 19 ans, elle siège au conseil d'administration des Mutualités chrétiennes en qualité de représentante des mouvements de jeunesse. 
Licenciée et agrégée en sciences politiques en 1995, Véronique Salvi devient attachée parlementaire d'Anne-Marie Corbisier (1996-2000). 
Élue en 2000 au conseil communal de la Ville de Charleroi, elle y devient cheffe de groupe Cdh après sa réélection lors des élections communales de 2006, où elle figurait en tête de liste. 
Troisième effectif sur la liste Cdh pour la Chambre aux élections fédérales en 2007, elle est élue députée fédérale. Elle exerce ce mandat jusqu'en juin 2009, date à laquelle elle devient députée au parlement wallon et au parlement de la Communauté française. 
Le 17 février 2012, Véronique Salvi est désignée échevine de la Ville de Charleroi pour les ressources humaines, la petite enfance et la personne handicapée. Dans le cadre de la législation régissant le cumul des mandats politiques, elle choisira de renoncer à l'exercice de ce poste d'échevine (elle reste échevine empêchée) pour celui de députée au parlement wallon et au parlement de la Communauté française, instances au sein desquelles elle est réélue en juin 2014. 
Depuis le 18 avril 2016, elle exerce la fonction de présidente du groupe politique Cdh au Parlement de la Communauté française de Belgique, en remplacement de Marie-Martine Schyns devenue Ministre de l'Education au sein du gouvernement de la Communauté française à la suite de la démission de Joëlle Milquet. 

## Sa carrière politique
- Depuis 2000 : conseillère communale de la Ville de Charleroi
- 11 janvier 2007 - 23 juin 2009 : représentante à la Chambre des Représentants
- 23 juin 2009 - 31 janvier 2013 : députée au Parlement wallon
- 30 juin 2009 - 31 janvier 2013 : députée au Parlement de la Communauté française de Belgique (Fédération Wallonie-Bruxelles)
- 17 février 2012 - 23 juin 2014 : échevine de la Ville de Charleroi pour les ressources humaines, la petite enfance et la personne handicapée
- Depuis 13 juin 2014 : députée au Parlement wallon
- Depuis le 17 juin 2014 : députée au Parlement de la Communauté française de Belgique (Fédération Wallonie-Bruxelles)
- Depuis le 18 avril 2016 : présidente du groupe politique Cdh au Parlement de la Communauté française de Belgique
- 30 septembre 2017 : elle annonce son départ de la vie politique ("ne prenant plus de fonction en politique"), tout en "continuant de soutenir le Cdh" et en "aidant à l'éclosion de nouveaux visages" [1]